# 吉田小百合
吉田 小百合（よしだ さゆり、3月25日 - ）は、日本の女性声優。東京都出身。アミュレート所属。

## 略歴
1990年、コーラスグループ「アップルパイ」にかつて所属していた。後に、声優に転身。1代前のメンバーでこの頃は3人で活動。
かつてはオフィス野沢、メディアフォース、ディーカラーに所属していた。
2024年8月1日、ディーカラーとアミュレートとの事業統合によりアミュレートへ移籍。

## 人物
特技は歌唱。
中川亜紀子とはKSSのゲームの仕事を一緒に行って意気投合し、悩みを話し合えるような仲である。中川によると、2017年時点でも連絡を取り続けているという。

## 出演
太字はメインキャラクター。

### テレビアニメ
1998年
- Only You ビバ!キャバクラ（沙里奈）
- 時空転抄ナスカ（三浦美雪）
- 突撃!パッパラ隊（ミラルカ・ボーダー）
- 名探偵コナン（1998年 - 2017年、関口弓子、武田紗栄 他）

1999年
- ゴクドーくん漫遊記（ルーベット・ラ・レェテ）
- サイボーグクロちゃん（ニャンニャンアーミー4号、9号、ジュリエット、めぐみ、ヤーイ 他）
- ムーぽん（かめちー、ポンすけ）

2000年
- バリーパーティー（チャンプ、オマルカー 他）

2001年
- 機動天使エンジェリックレイヤー（城之内鈴）
- SAMURAI GIRL リアルバウトハイスクール（中村環）
- 新白雪姫伝説プリーティア（淡雪姫乃）
- ナジカ電撃作戦（セメレ）
- 星のカービィ（2001年 - 2003年、フーム 他）

2002年
- Weiß kreuz Glühen（児玉ミサキ）
- あたしンち（2002年 - 2009年、日直、店員、受付、女、店員、生徒4 他）
- フルメタル・パニック!（2002年 - 2005年、稲葉瑞樹） - 3シリーズ

2003年
- プリンセスチュチュ（レーツェル）
- F-ZERO ファルコン伝説（ミス・キラー / ミサキ・ハルカ）

2004年
- tactics（源あやめ）
- ブラックジャック（女子部員）

2005年
- ドラえもん（テレビ朝日版第1期）（女の人）
- ドラえもん（テレビ朝日版第2期）（ガン子 他）

2006年
- きらりん☆レボリューション（南あかね）
- クレヨンしんちゃん / SHIN-MEN（2006年 - 2020年、女性店員、ナツミ、カーペット店の店員、電話の声、表面張力ちゃんA 他）

2008年
- キクちゃんとオオカミ（子供）
- 忍たま乱太郎（2008年 - 2024年、平太〈2代目〉、チャミダレアミタケくの一、受付、あかちゃん、しおり〈5代目〉）

2009年
- ご姉弟物語（2009年 - 2010年、妊婦、清掃員）
- 極上!!めちゃモテ委員長（ダミアン）

2010年
- スティッチ! 〜ずっと最高のトモダチ〜（生徒E、野呂ちゃん）

2012年
- エリアの騎士（マイアミエース）
- キングダム（羌象）
- 黒魔女さんが通る!!（2012年 - 2013年、須々木凜音、森川瑞姫）
- GON -ゴン-（コンガ）

2016年
- デジモンユニバース アプリモンスターズ（ハルの母）
- パズドラクロス（鳥屋のオバさん）

### 劇場アニメ
- 劇場版アニメ 忍たま乱太郎 忍術学園 全員出動!の段（2011年、下坂部平太[11]）
- クレヨンしんちゃん 嵐を呼ぶ!オラと宇宙のプリンセス（2012年、ヒマ人[12]）
- やなせたかしシアター ハルのふえ（2012年、ギャル）

### OVA
- 同窓会 Yesterday Once More（1997年、若林鮎）
- 恋愛候補生 STARLIGHT SCRAMBLE（1998年、寿リン）
- 旭日の艦隊（1999年、マリー・パーマー）
- ギターを持った少年 -キカイダーVSイナズマン-（2001年、ミヨッペ）
- ONE 〜輝く季節へ〜（2001年、里村茜、幼い浩平）
- 紺碧の艦隊（2003年、マリー・パーマー）

### Webアニメ
- クレヨンしんちゃん外伝 家族連れ狼（2017年、腰元）

### ゲーム
- アーマード・コア（1997年）
- Touch me 〜恋のおくすり〜（1999年、向ヶ丘志穂）※吉田小百合名義出演の18禁作品
- ねこぱら〜ねこそぎ・ぱらダイス〜（1999年、本庄瑞貴）※吉田小百合名義出演の18禁作品
- SIMPLE1500シリーズ Vol.36 THE 恋愛シミュレーション〜夏色セレブレーション〜（2000年、朝香久美子）
- メルヘヴン 忘却のクラヴィーア（2006年、フラット・アー）
- ゼロの使い魔 夢魔が紡ぐ夜風の幻想曲（2007年）
- エクシズ・フォルス（2009年、ラル）

### ドラマCD
- マクロス・ジェネレーション（1997年、ライザ）
- 愛していると言ってくれ。（2000年、吉峰貴利子）
- 新白雪姫伝説プリーティア 銀盤劇場「お母さんの花が消えた日」（2001年、淡雪姫乃）
- ドラマCD tactics 原作版 〜学園tactics・ラブレターは甘い罠!?〜（源あやめ）
- 忍たま乱太郎 ドラマCDシリーズ（2010年 - 2016年、下坂部平太） - 3作品[一覧 2]

### 吹き替え

#### 映画
- アナザーワールド鏡の国のアリス（ヤギ）

#### アニメ
- スヌーピーとチャーリーブラウン ヨーロッパの旅（バイオレット）
- パウ・パトロール（ユミ）

### 人形劇
- 銀河銭湯パンタくん（パンタの母、ドッチロン）

### その他コンテンツ
- 星のカービィ マジカルシアター（フーム）
- Go!プリンセスプリキュアミュージカルショー プリンセスランドをすくえ!（眠り姫）

## ディスコグラフィ

### キャラクターソング・本人名義参加楽曲
| 発売日        | 商品名                                                                   | 歌                       | 楽曲                              | 備考                                                           |
| ------------- | ------------------------------------------------------------------------ | ------------------------ | --------------------------------- | -------------------------------------------------------------- |
| 1997年5月14日 | マクロス・ジェネレーション Legend of Eternal Songs                       | ライザ（吉田小百合）     | 「0-G Love」 「愛は流れる」       | ドラマCD『マクロス・ジェネレーション』関連曲                   |
| 1999年6月25日 | The First Album -from Mink-                                              | 向ヶ丘志穂（吉田小百合） | 「はじまりの予感」                | PCゲーム『Touch me 〜恋のおくすり〜』オープニングテーマ        |
| 1999年6月25日 | The First Album -from Mink-                                              | 吉田小百合               | 「いつかあなたと」                | PCゲーム『Touch me 〜恋のおくすり〜』エンディングテーマ        |
| 1999年6月25日 | The First Album -from Mink-                                              | 吉田小百合               | 「My darling」                    | PCゲーム『ねこぱら〜ねこそぎ・ぱらダイス〜』オープニングテーマ |
| 2001年6月22日 | 新白雪姫伝説プリーティア オリジナル・サウンドトラック Vol.1 プリーティア | 吉田小百合               | 「Lucky Star」                    | テレビアニメ『新白雪姫伝説プリーティア』エンディングテーマ     |
| 2001年8月10日 | ONE 〜輝く季節へ〜 Music from The Animation                              | 里村茜（吉田小百合）     | 「Rose」                          | OVA『ONE 〜輝く季節へ〜』第1巻エンディングテーマ               |
| 2002年7月26日 | ONE 〜輝く季節へ〜 miniature                                             | 里村茜（吉田小百合）     | 「雨はそっと」                    | ドラマCD『ONE 〜輝く季節へ〜 miniature』関連曲                 |
| 2004年2月25日 | doll〜歌姫 vol.2                                                         | 吉田小百合               | 「ひとつしかないかさ」 「氷の雨」 |                                                                |

### 未音源化楽曲
| 発表時期 | 楽曲                         | 歌         | 備考                                                   |
| -------- | ---------------------------- | ---------- | ------------------------------------------------------ |
| 2002年   | 「仮面（ペルソナ）の微笑み」 | 吉田小百合 | PCゲーム『屈折』主題歌、アダルトアニメ「屈折」EDテーマ |

### シリーズ一覧
1. ↑  第1作（2002年）、第2作『フルメタル・パニック？ ふもっふ』（2003年）、第3作『The Second Raid』（2005年）
2. ↑  『用具委員会の段』（2010年）、『一年い組&ろ組の段』（2014年）、『ろ組の段〜下巻〜』（2016年）